# Fábrica de Tratores de Volgogrado

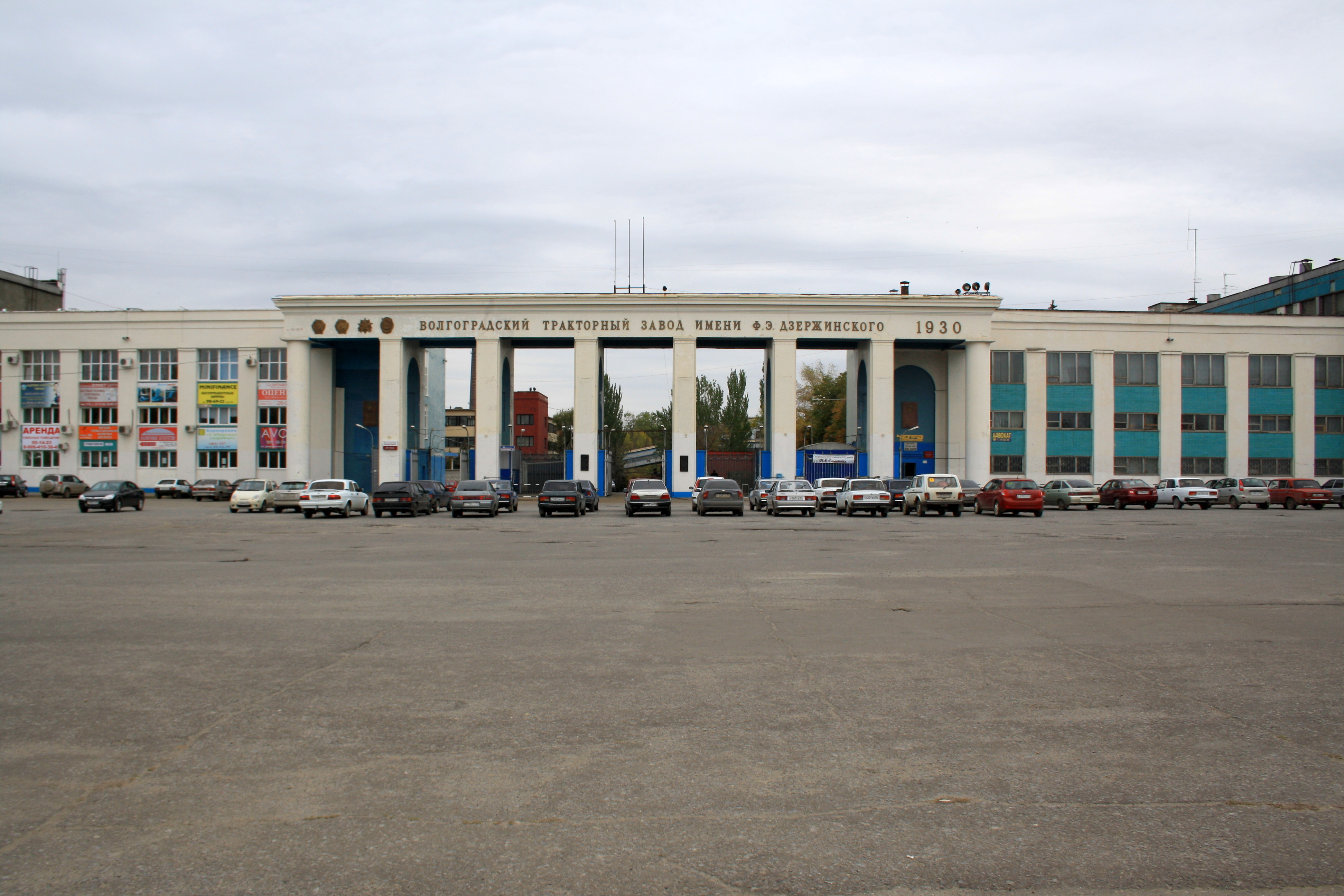
A entrada principal da fábrica.

Fábrica de Tratores de Volgogrado (russo: Волгоградский тракторный завод) é uma fábrica de equipamentos pesados localizada na cidade de Volgogrado, na Rússia, conhecida até 1961 como Fábrica de Tratores Dzerzhinsky.
A fábrica produz tratores e equipamento militar. Durante a Segunda Guerra Mundial, ela fabricava equipamentos bélicos para o Exército Vermelho, notadamente tanques T-34 e se tornou mundialmente famosa durante a Batalha de Stalingrado (antigo nome de Volgogrado), como palco de confrontos brutais em suas dependências, entre soldados alemães e soviéticos.

## Veículos fabricados

### Militares

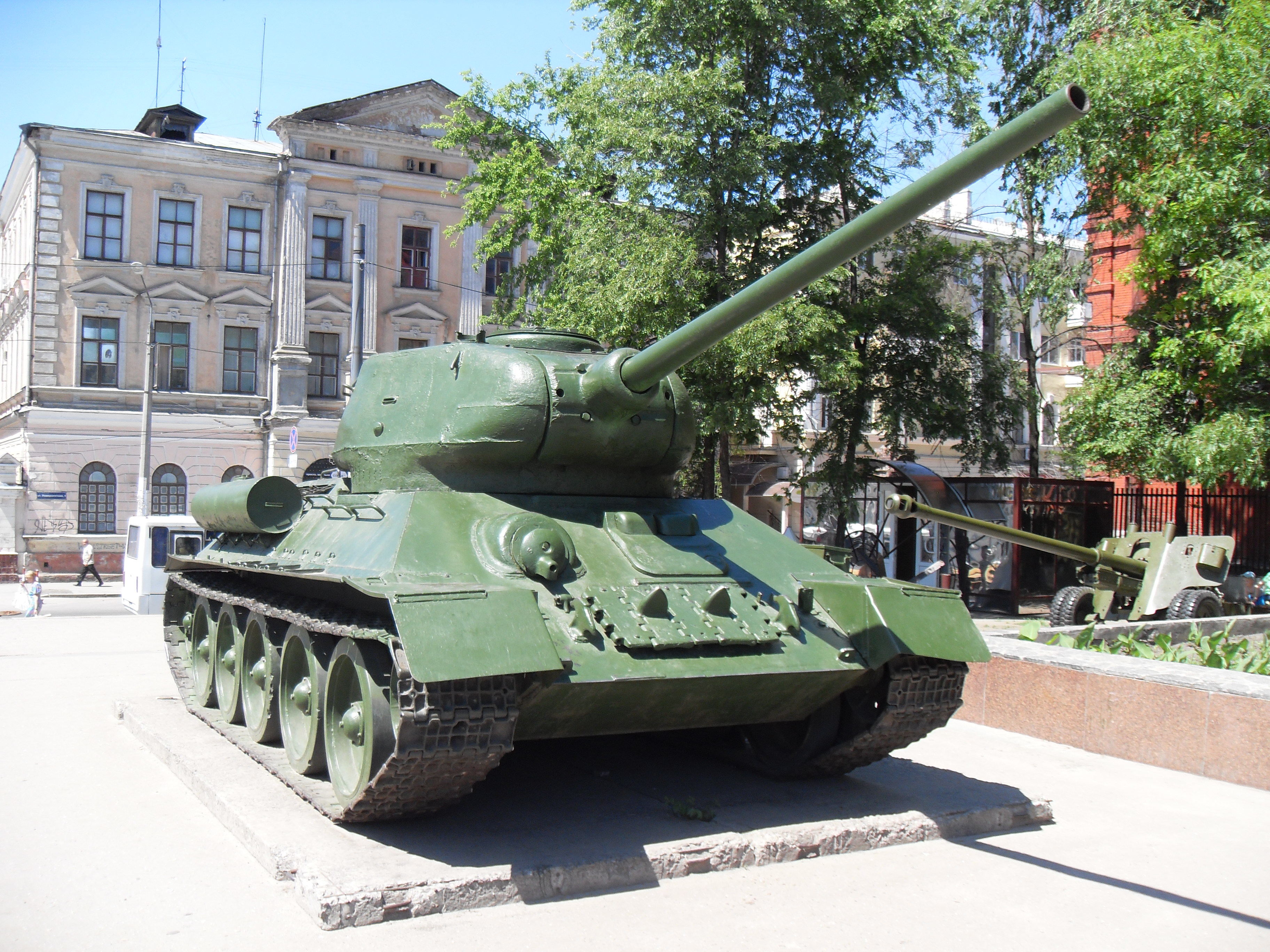
T-34 (1940-1944).
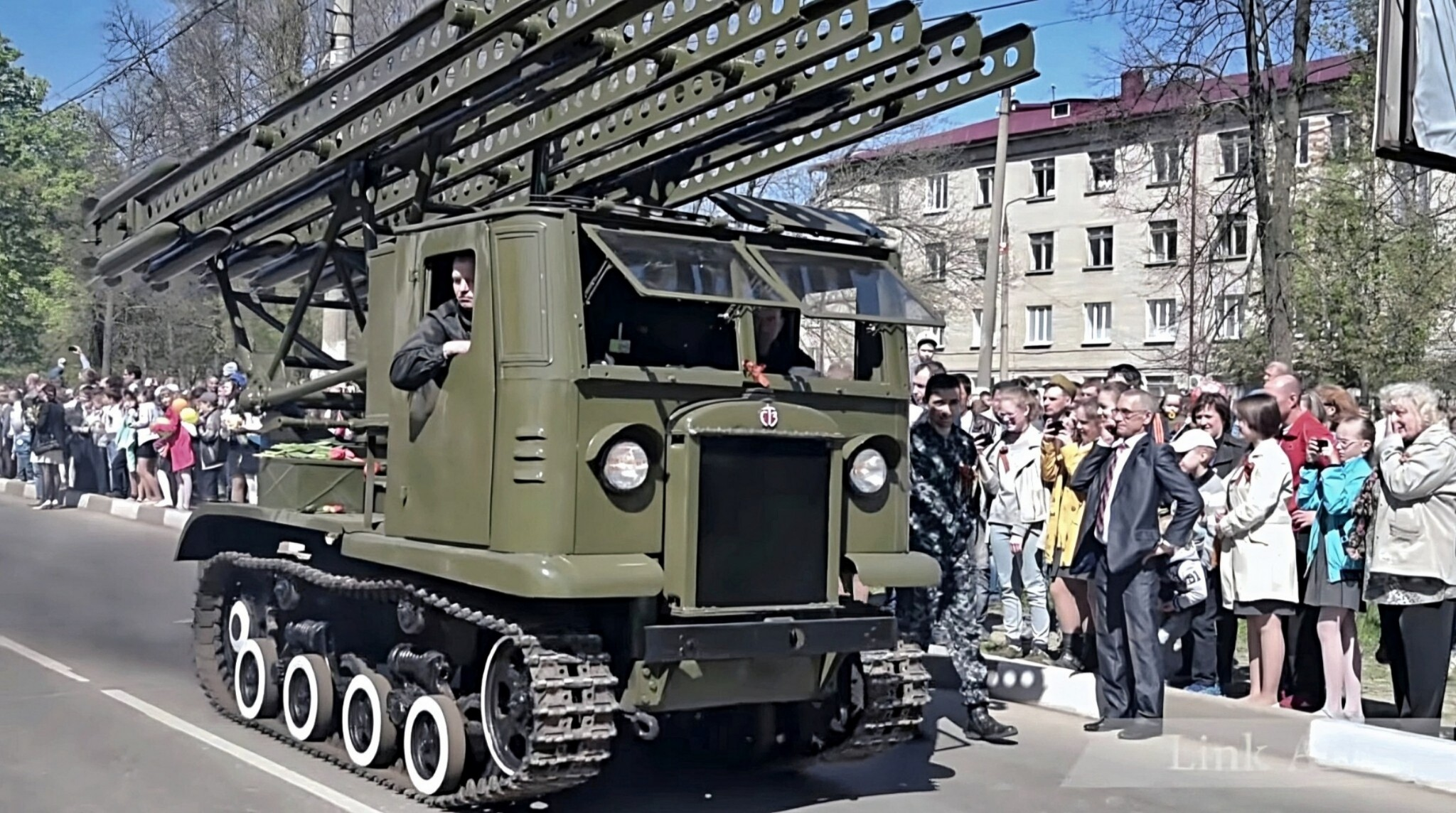
Lançador Katusha BM-13.
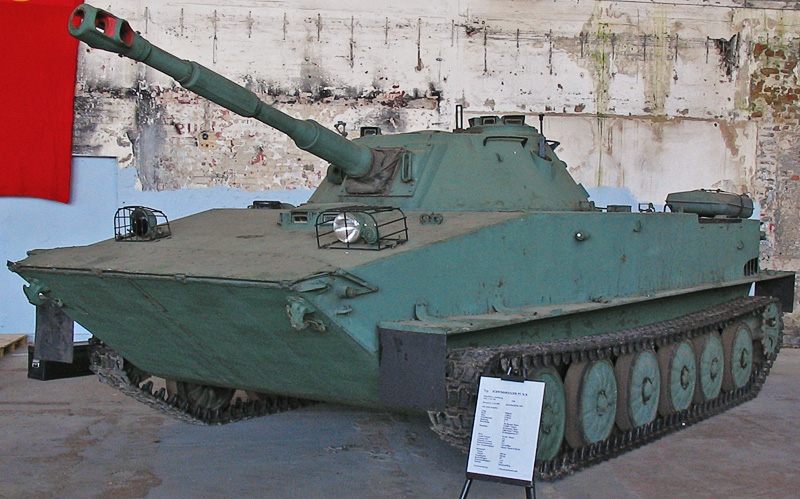
O PT-76.
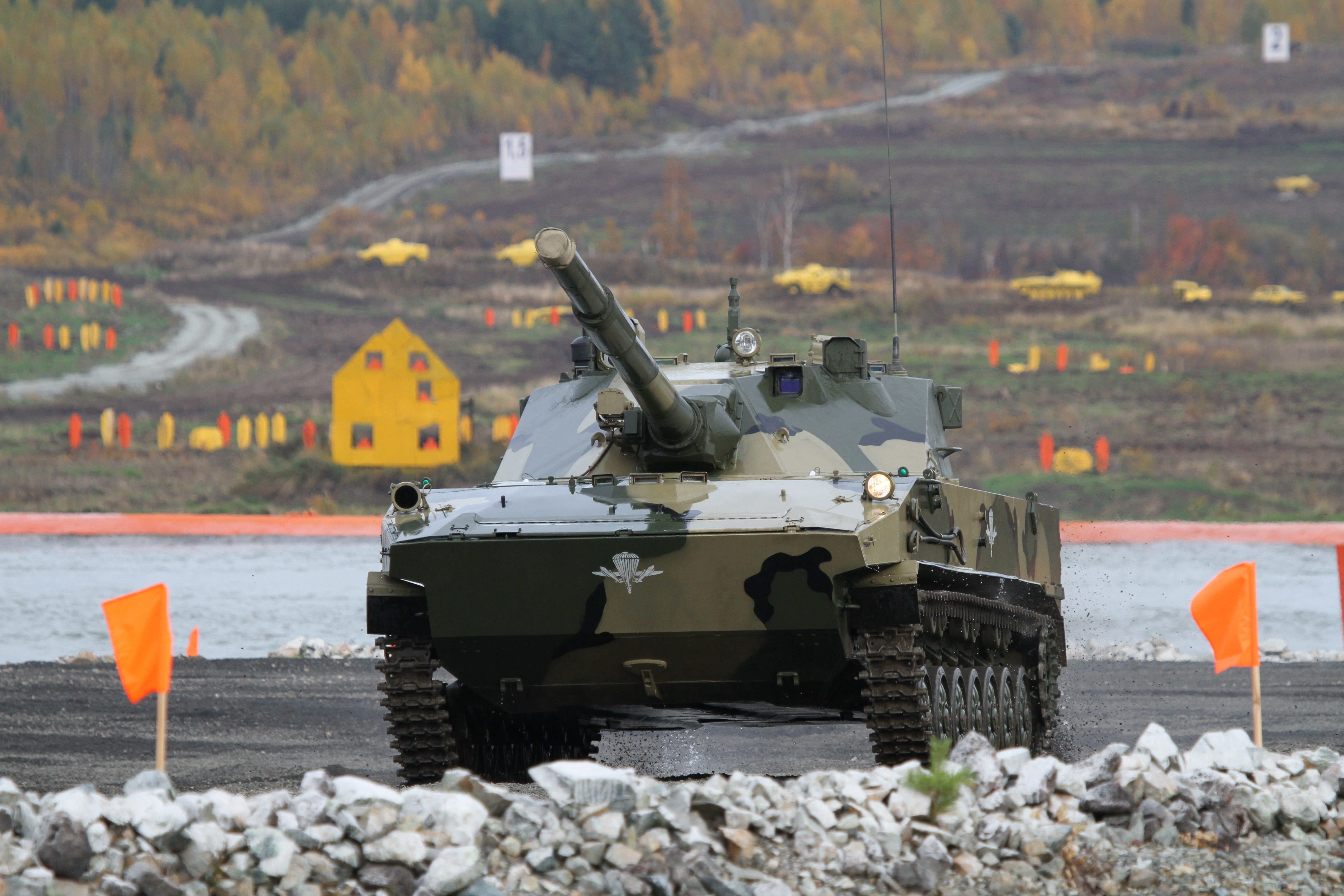
O 2S25.
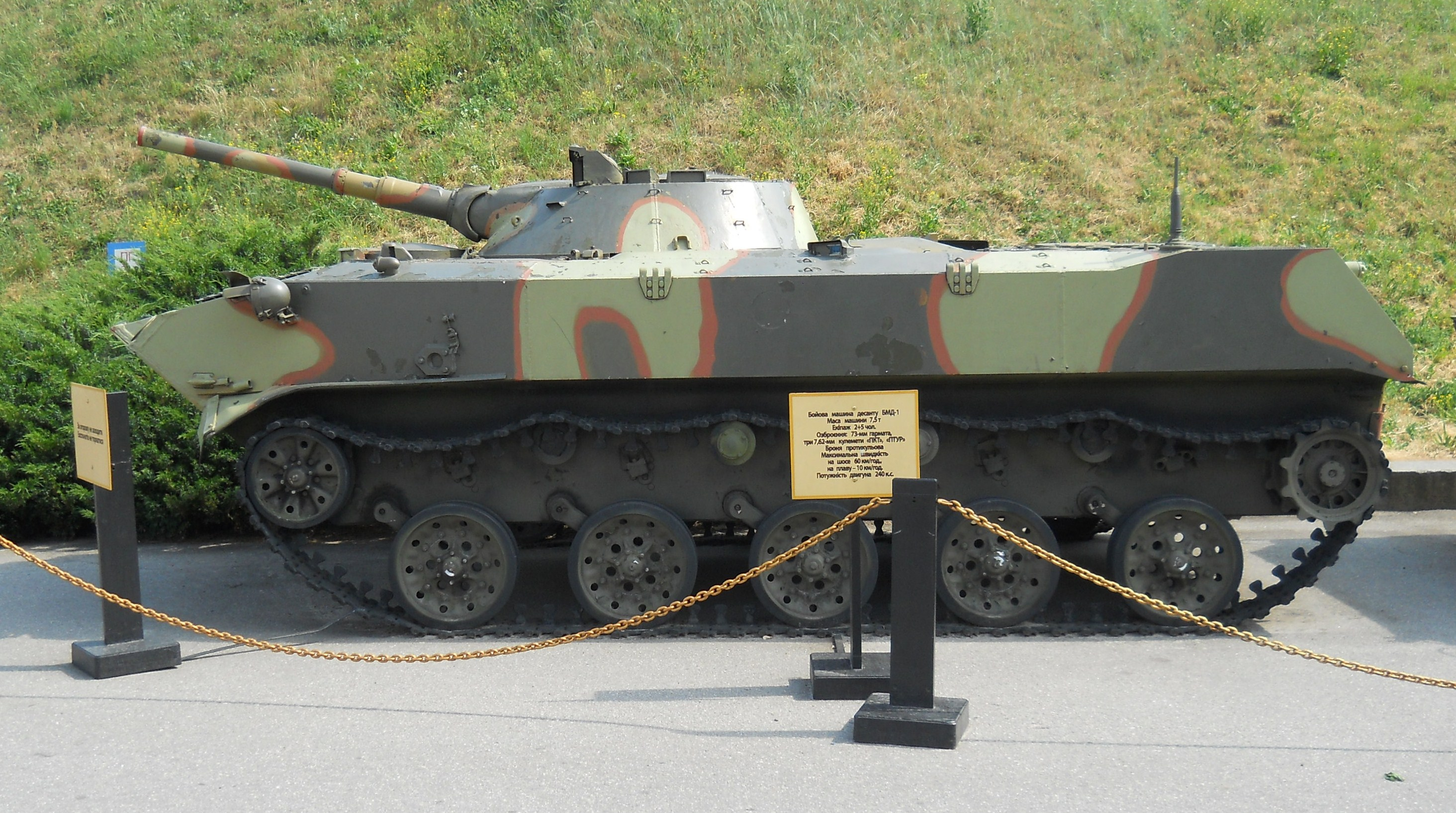
O BMD-1.
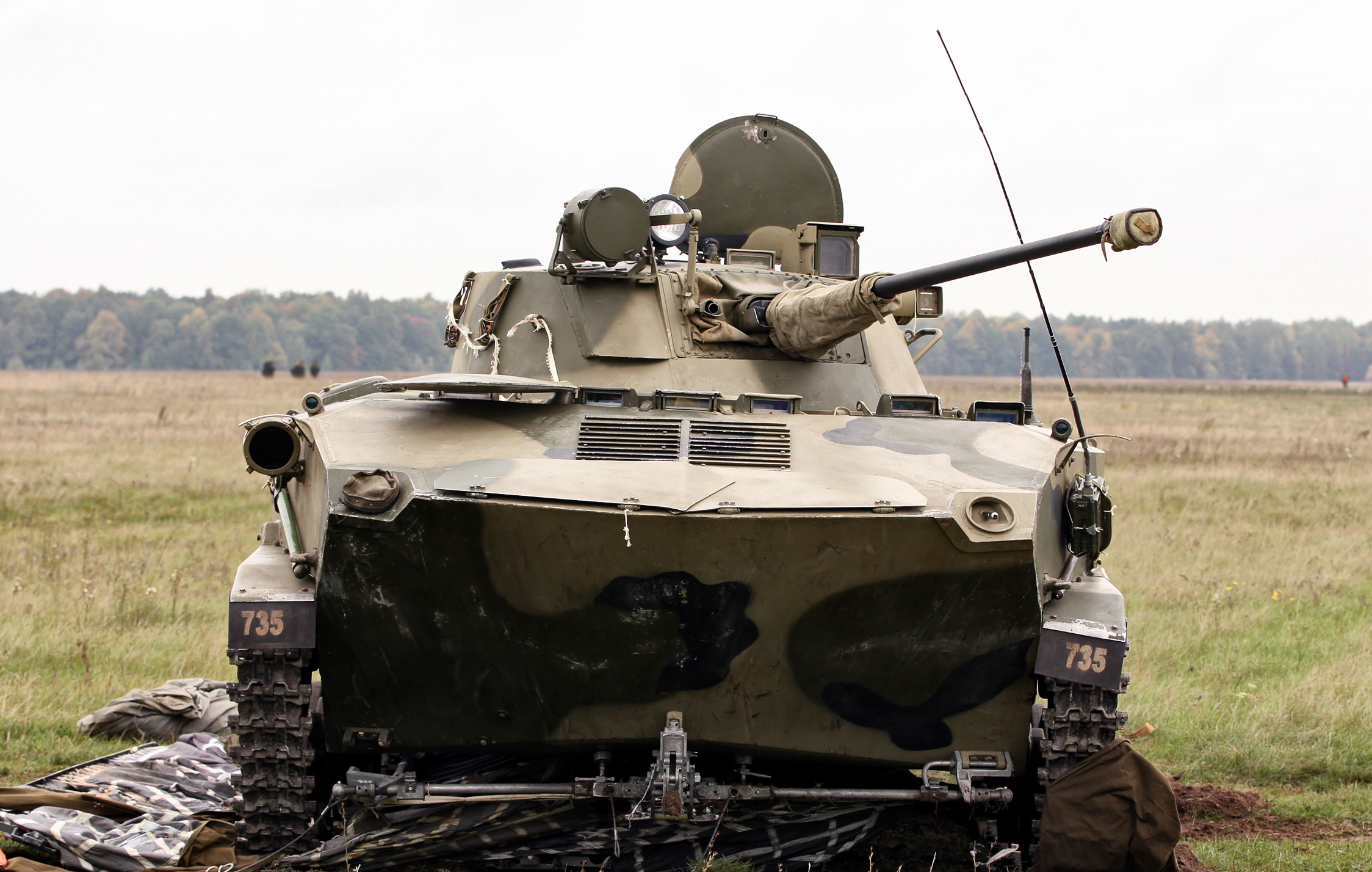
O BMD-2.
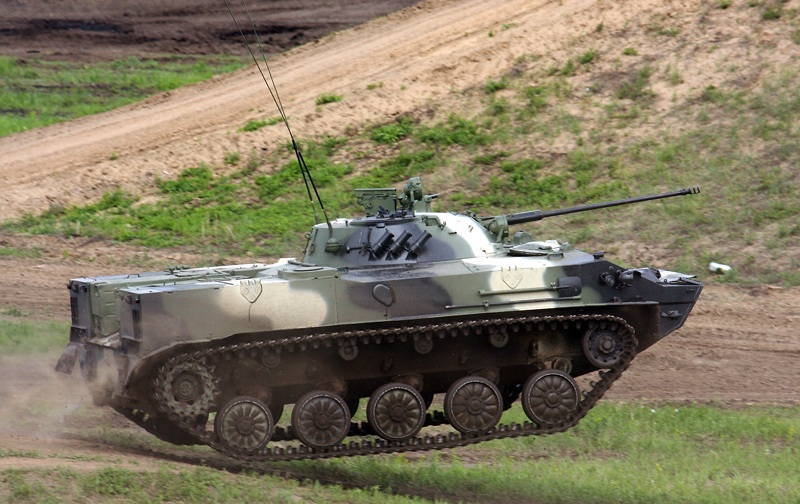
O BMD-3.
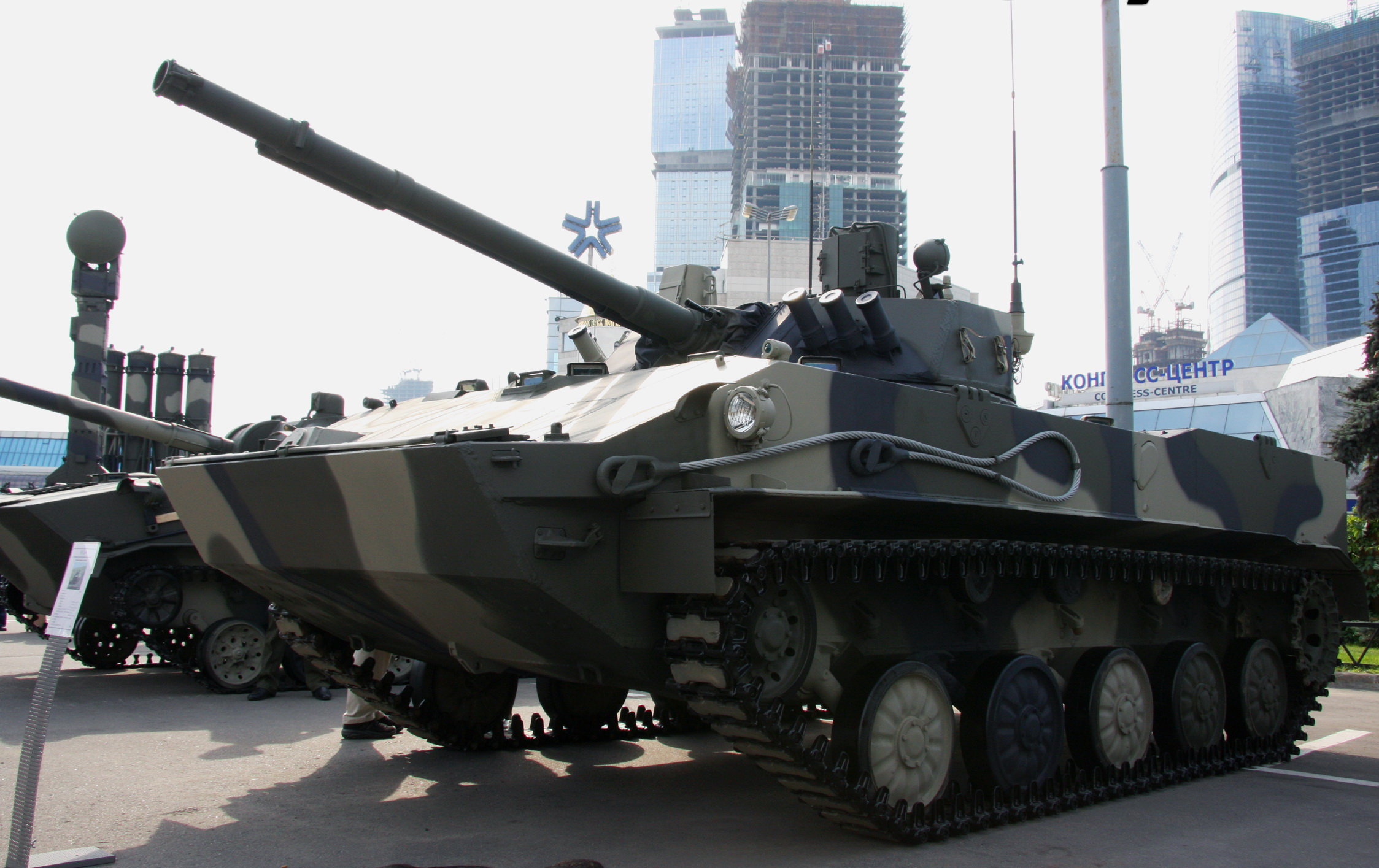
O BMD-4.

### Tratores

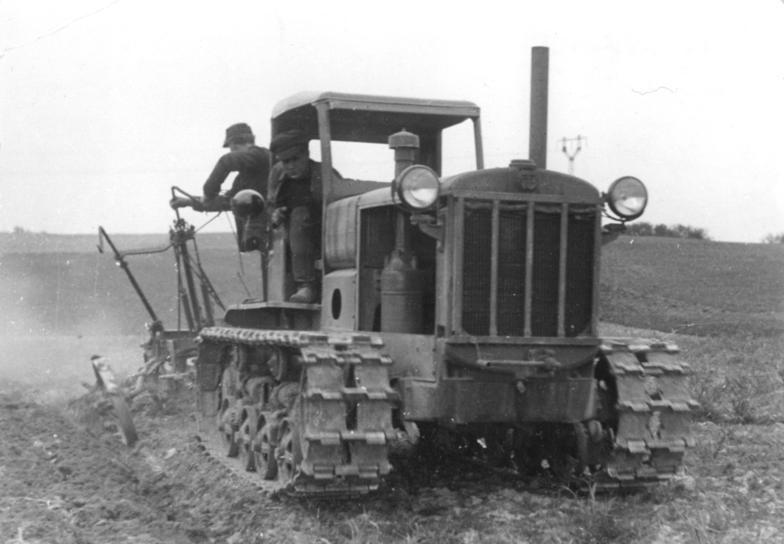
STZ-NATI.
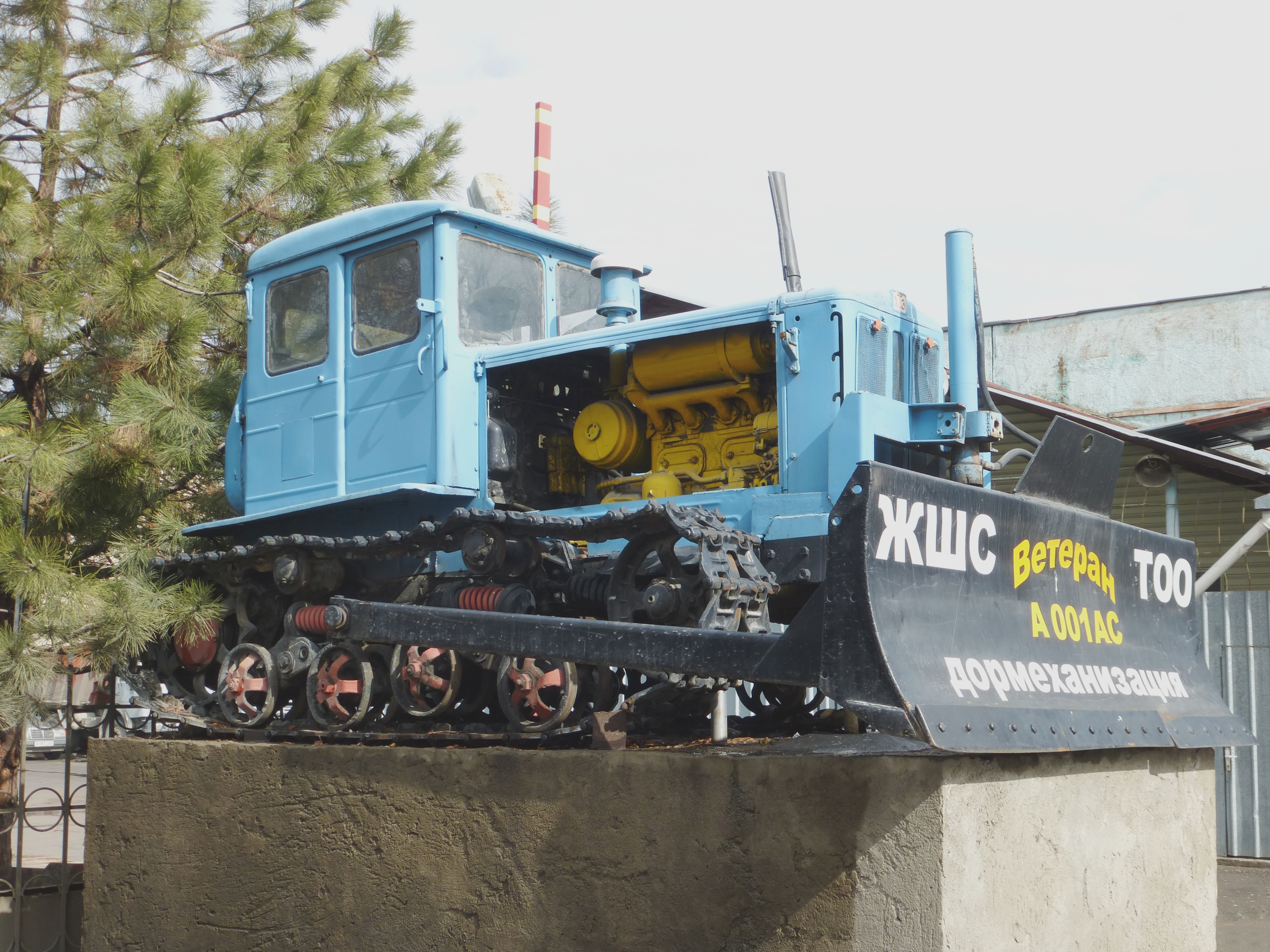
DT-54
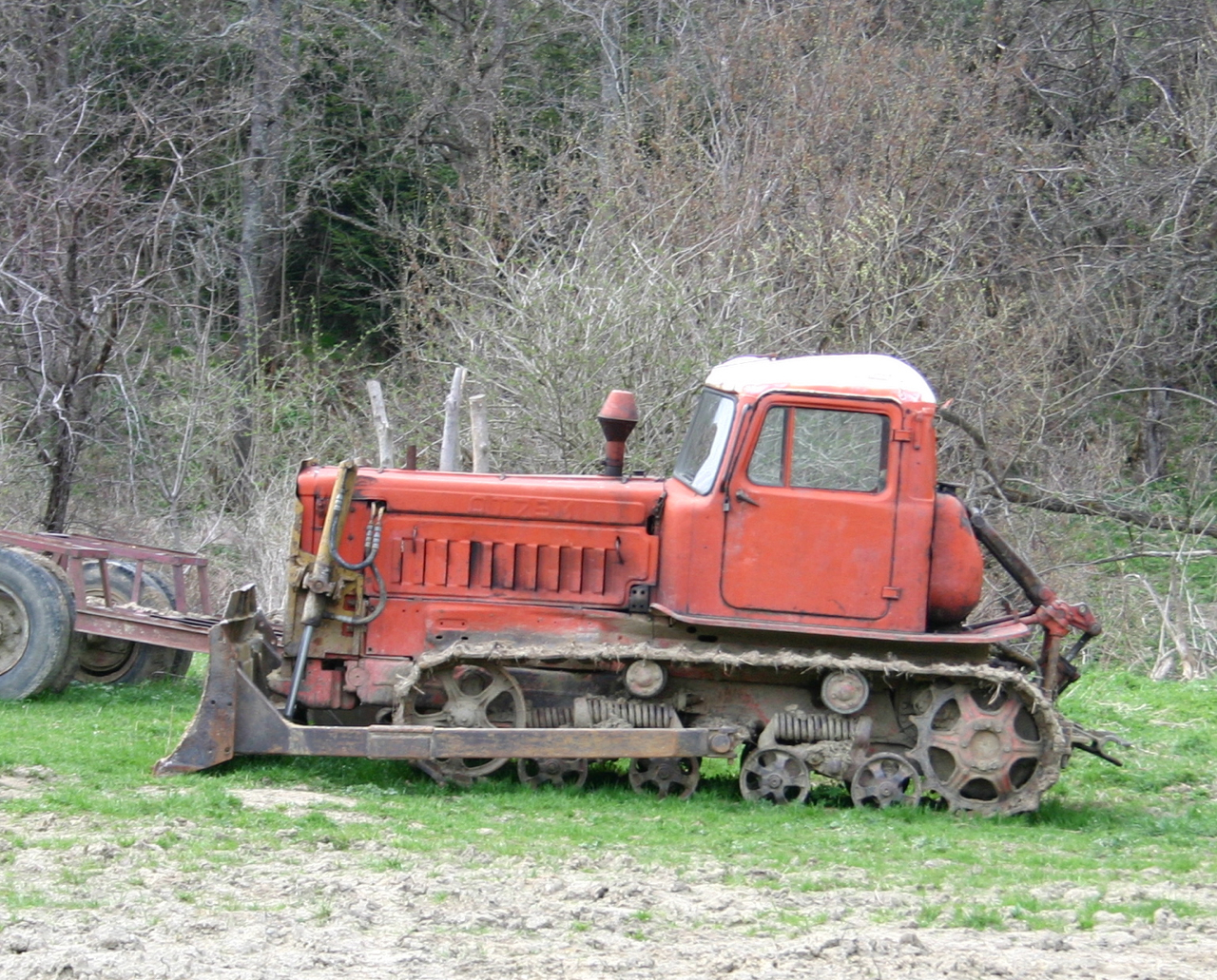
DT-75.
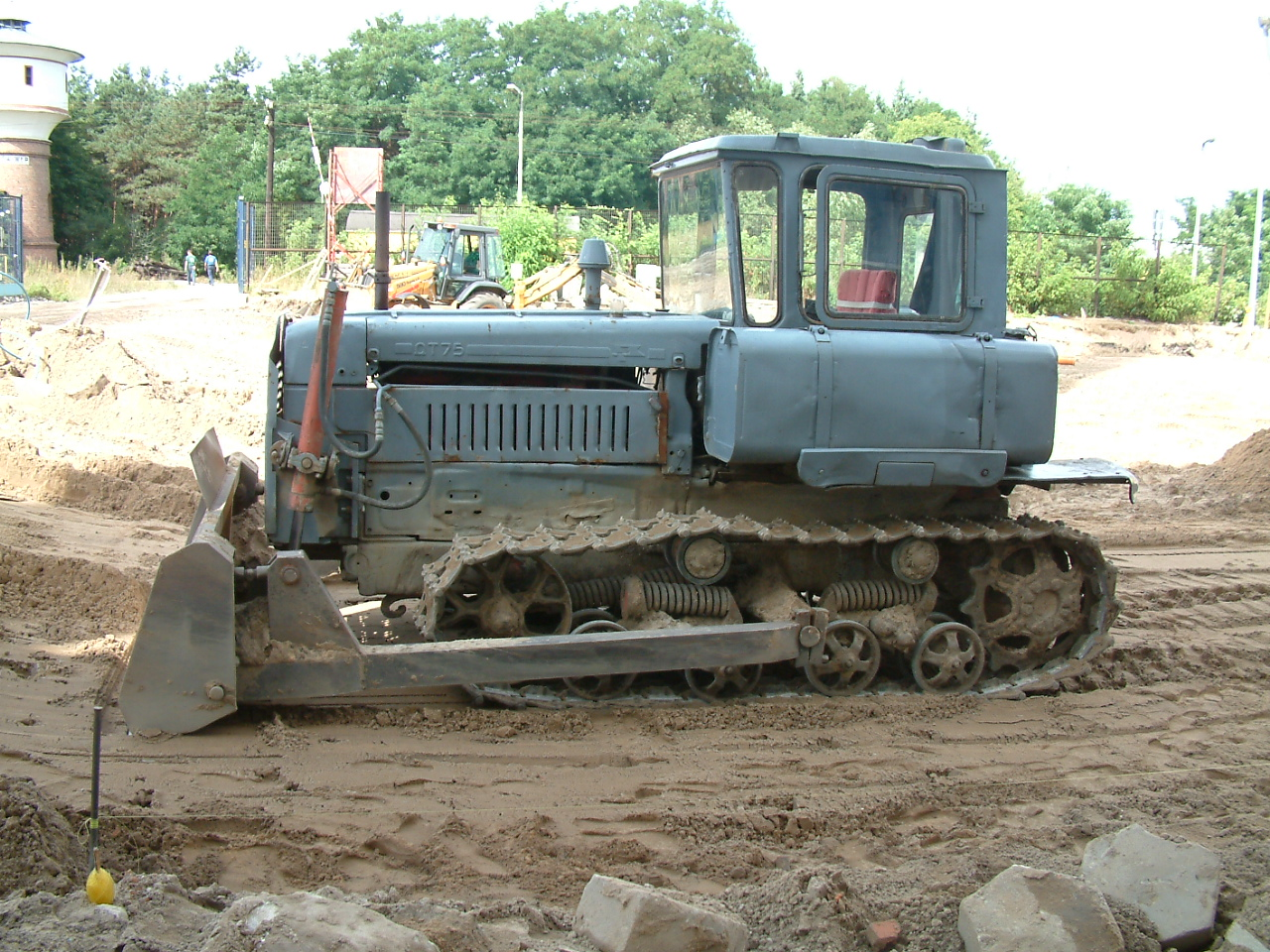
DT-75.
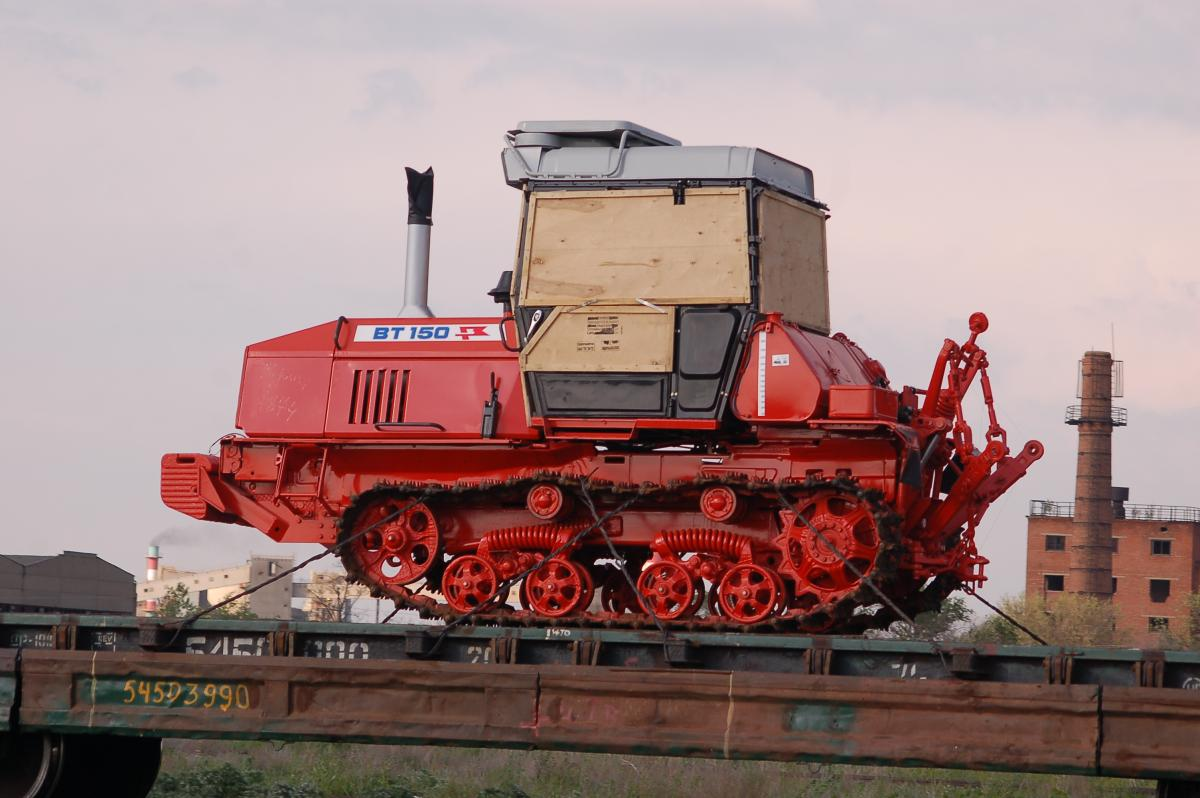
VT-100.